# Manpurmainapokhari
Manpurmainapokhari (nep. मैनापोखर) – gaun wikas samiti w zachodniej części Nepalu w strefie Bheri w dystrykcie Bardiya. Według nepalskiego spisu powszechnego z 2001 roku liczył on 1374 gospodarstw domowych i 8510 mieszkańców (4273 kobiet i 4237 mężczyzn).